# Mesascalaphus yangi
Mesascalaphus yangi là một loài côn trùng trong họ Mesochrysopidae thuộc bộ Neuroptera. Loài này được Ren in Ren et al. miêu tả năm 1995.